# 喬皮卡爾奇山
9°5′12″S 77°34′26″W / 9.08667°S 77.57389°W

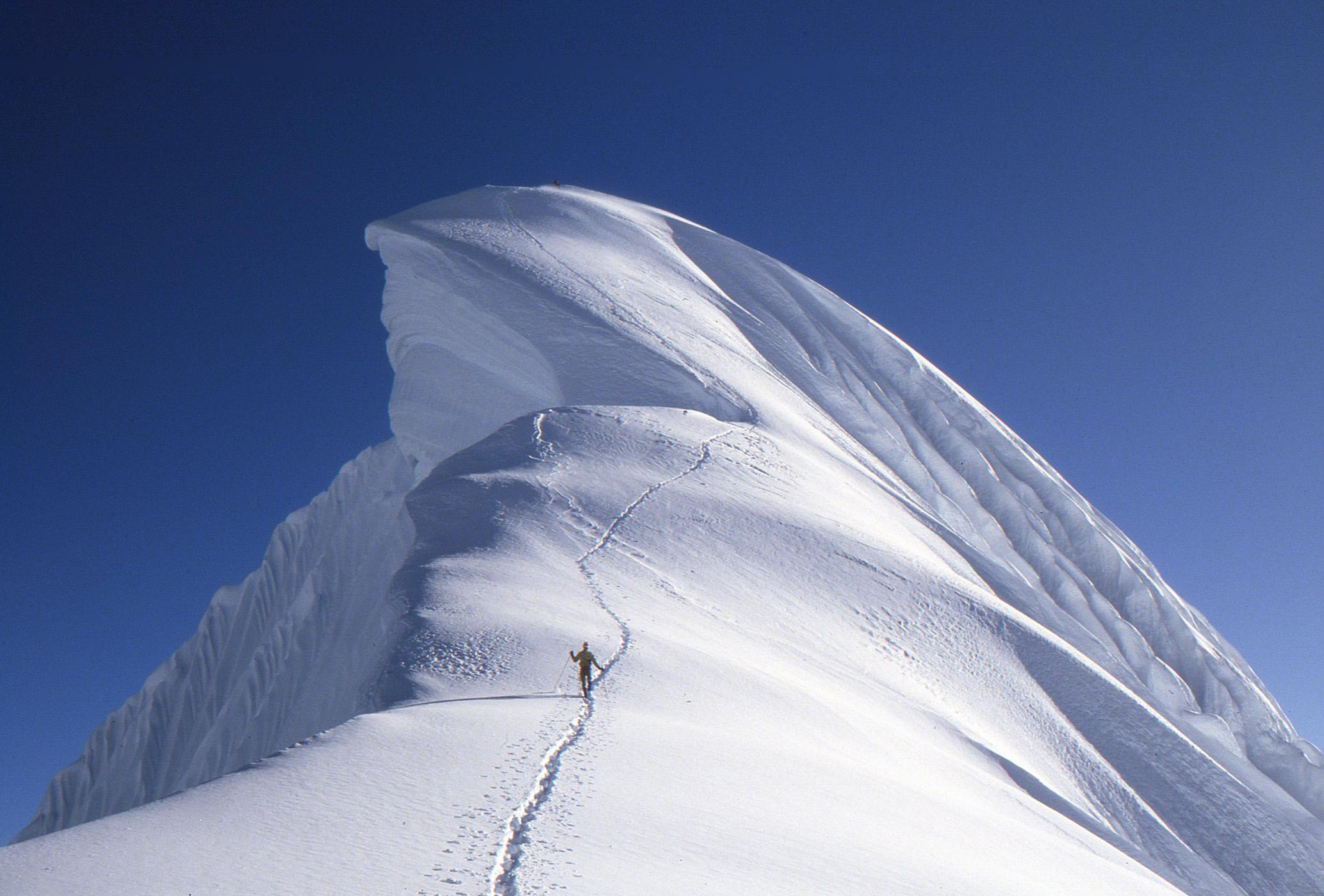

喬皮卡爾奇山（西班牙語：Chopicalqui），是秘魯的山峰，位於該國北部安卡什大區，屬於安第斯山脈中布蘭卡山脈的一部分，海拔高度6,354米，人類在1932年8月3日首次登頂。